# Mohamed Touré (calciatore)
Mohamed Cheik Ali Touré (Abidjan, 30 marzo 1997) è un calciatore ivoriano, centrocampista del Leixões.

## Caratteristiche tecniche
È un mediano.

## Carriera
Cresciuto nell'ASPIRE Academy, nel 2015 è stato acquistato dalla Leonesa. Ha esordito fra i professionisti il 21 agosto 2016 disputando l'incontro di Segunda División B pareggiato 1-1 contro il Tudelano.